# Jacob II van Gistel
Jacob II van Gistel (ca. 1440 - 17 maart 1488) was burgemeester van Brugge.

## Levensloop
Jacob II van Gistel, vaak ook vermeld als heer van Dudzele, was een zoon van Jacob I van Gistel en van Johanna van Barbançon. Hij was ridder en heer van Dudzele, Straten, Longueville, Hamelincourt en Geluwe.
Hij trouwde met Katharine van Stavele (ca. 1442 - 31 december 1512). Hun dochter Agnès trouwde met Antoine de Quiévrain, erfgenaam van de heerlijkheid Gistel, die langs haar bij de heren van Gistel terechtkwam.
Op jonge leeftijd trok Jacob in 1456 mee ten strijde naar Utrecht in het Bourgondische leger om de bastaardzoon van de hertog, David van Bourgondië, als bisschop in het zadel te helpen. Hij voegde zich bij de compagnie van zijn oom Antoine de Croÿ met een gevolg van drie zwaarbewapende ruiters en vijf bereden boogschutters. 
In 1481 werd Jacob, zonder voorafgaandelijk functies in het stadsbestuur te hebben bekleed, duidelijk op initiatief van het Bourgondische hof, tot burgemeester van schepenen van Brugge benoemd.
Nadien kwamen, onder meer na de dood van Maria van Bourgondië, besturen aan bod die hevige vijanden waren van alle aanhangers van Maximiliaan. In 1483 begon men de eigendommen van Jacob van Gistel te noteren. Wat later werd zijn kasteel in Dudzele volledig vernield. In maart 1484 werd zijn hofmeester vermoord.
In maart 1485 stond hij aan het hoofd van troepen die de opstandelingen in Sluis met succes gingen bestrijden. In september 1486 en tot september 1487 was hij, dankzij Maximiliaan, in opvolging van Joos II van Varsenare burgemeester van schepenen van Brugge.
Van mei 1486 tot maart 1488 was hij ook baljuw van de kasselrij Veurne, waar men de kant van Maximiliaan had gekozen tijdens de opstand. 
Toen Maximiliaan op 13 februari 1488 in Brugge door de opstandelingen werd gevangen gezet, werd Jacob van Gistel 's anderendaags eveneens gearresteerd. Hij werd publiekelijk op de Markt ondervraagd over zijn bestuursdaden. Eerst ontkende hij misdaden te hebben gepleegd, maar na folteringen legde hij bekentenissen af. Hij werd op 17 maart 1488 gevonnist en onmiddellijk onthoofd. Hij werd met grote eer ter aarde besteld in Dudzele.
Zijn weduwe trok naar Mechelen en werd er opgenomen aan het hof als gezelschapsdame van Margaretha van Oostenrijk. Ze overleed in Mechelen op 31 december 1512 en werd in Dudzele naast haar echtgenoot bijgezet.

## Bron
- Stadsarchief Brugge, Lijst van de Wetsvernieuwingen van 1358 tot 1794.